# Valencia
Valéncia (spaniolă Valencia [ba'lenθja], de formă oficială în valenciană Valéncia [va'ɫɛnsia]) este capitala Comunității Valenciene, din Spania. Este al treilea oraș spaniol ca mărime. Populația estimată a orașului propriu-zis este de 792.492 locuitori, conform recensământului din 2022. Populația ariei urbane este de 1.581.057, conform estimărilor din 2020. Din anul 2023, primara Valenciei este María José Català Verdet, din partea Partidului Popular din Comunitatea Valenciană (PPCV).
Valencia prezintă un climat mediteranean, cu veri calde și uscate, și ierni blânde.  

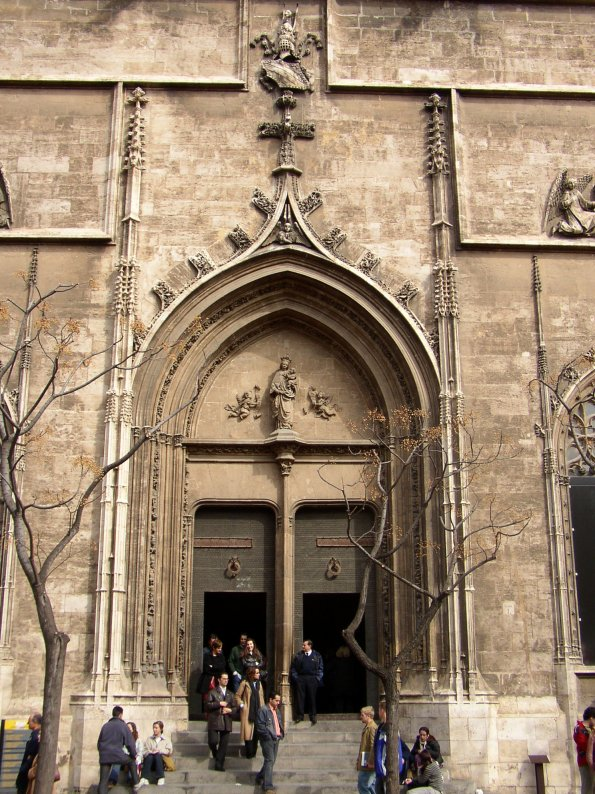
Valencia - „La Llotja de la Seda” (exterior)

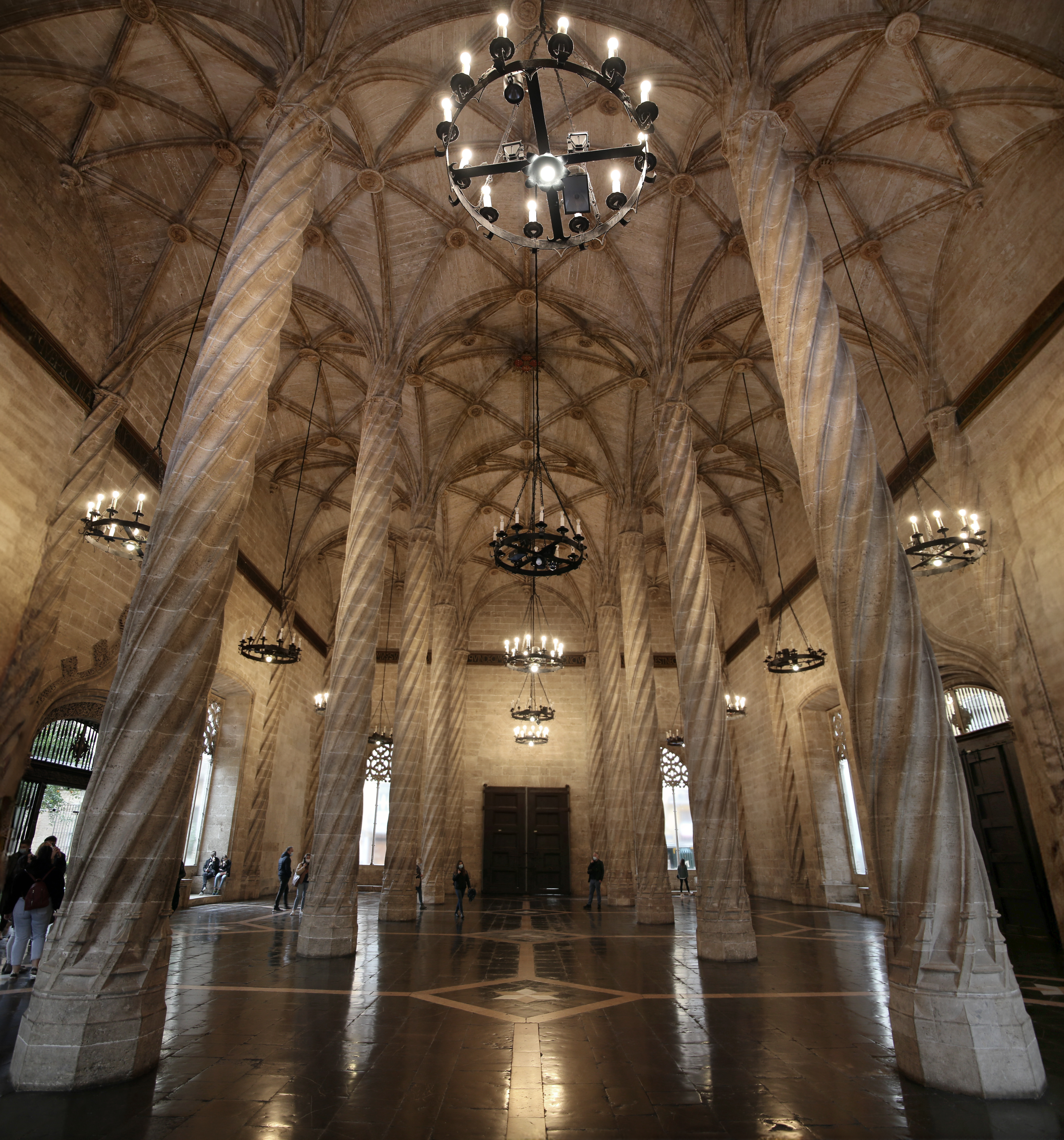
Valencia - „La Lonja de la Seda” (interior)

„La Llotja de la Seda” („Bursa Mătăsii”) din Valencia a fost înscrisă în anul 1996 pe lista patrimoniului cultural mondial UNESCO.

## Etimologie
Numele original în latină al orașului era „Valentia”, însemnând „vigoare”, „curaj”. În timpul imperiilor musulmane din Spania, era cunoscut drept بلنسية (Balansiya) în arabă.
Urmând unele schimbări fonetice uzuale, numele orașului a devenit „Valencia” (/ba'lenθja/) în spaniolă și „València” (/va'ɫɛnsia/) în valenciană. Altă pronunție posibilă în valenciană este /va'lensia/.

## Istorie
Orașul Valencia, numit original Valentia, se află în regiunea denumită în antichitate Edetania. Istoricul roman Florus afirmă că Junius Brutus, cuceritorul Viriathusului, și-a transferat acolo soldații care luptaseră sub comanda sa. Avea să devină o colonie militară romană. Drept pedeapsă pentru susținerea arătată lui Sertorius, orașul a fost distrus de către Pompei, dar apoi reconstruit, iar Pomponius Mela afirmă că era unul din cele mai importante orașe din provincia romană Hispania Tarraconensis. Orașul a fost fondat de către romani în anul 137 î.Hr., pe situl unui fost oraș iberic, pe râul Turia.
Orașul a fost ocupat apoi de către vizigoți (413), mauri (714). În anul 1021 aici s-a constituit un regat maur independent cu numele Valencia.
Abdelazid, fiul lui Muzza, a cucerit orașul, și, nerespectând termenii capitulării, l-a pândărit. Rodrigo Díaz de Vivar (El Cid) a recucerit pentru prima dată Valencia pe 15 iunie 1094, a transformat cele nouă moschei în biserici, și l-a instalat drept episcop pe călugărul francez Jérôme. Această victorie a fost imortalizată în „Cantar del mío Cid”.
După moartea lui Cid (iulie 1099), soția lui, Doña Ximena, a deținut puterea pentru doi ani, timp în care Valencia a fost asediată de către almoravizi, și recucerită în 1102. Deși „Împăratul Spaniei” Alfonso i-a alungat inițial pe almoravizi din oraș, nu a fost îndeajuns de puternic pentru a-l menține sub controlul său. Creștinii i-au dat foc, l-au abandonat, iar almoravidul Masdali l-a luat în primire pe 5 mai 1109.
Regele Jaime I Cuceritorul, regele Aragonului, cu o armată compusă din francezi, englezi, germani și italieni, a asediat Valencia, iar pe 28 septembrie 1238 a forțat capitularea. 50.000 de mauri au părăsit orașul, iar pe 9 octombrie regele, urmat de către suita și armata sa, au preluat controlul. Moscheea principală a fost purificată, s-a ținut o slujbă, și s-a cântat „Te Deum”. Jaime a incorporat noi teritorii în recent formatul Regat al Valenciei, unul dintre regatele care formau Coroana Aragonului.
Aici a apărut primul tipar spaniol în anul 1474. În următoarele 2 secole orașul a fost cunoscut pentru școala sa de pictură. A suferit grave distrugeri în timpul războaielor napoleoniene, al războiului civil spaniol și în inundațiile din 1957.

## Geografie
Orașul Valencia, capitala Spaniei răsăritene, se ridică pe un șes fertil, în apropiere de locul unde fluviul Turia se varsă în Marea Mediterană.

## Economie
Valencia este principala piață de desfacere a produselor agricole pentru fermele înconjurătoare.Totodată, după cum se cuvine rangului pe care îl poartă, orașul e centrul regiunii, sediul a numeroase întreprinderi și un important nod de comunicare. Metropola este dominată de industria textilă, de cea chimică și de cea a prelucrării metalelor. Șantierele navale și fabricile de bere asigură, la rândul lor, locuri de muncă pentru localnci. Valencia mai este și cel mai important port mediteranean al Spaniei, alături de Barcelona, de unde se exportă producție agricolă și manufactură.

## Alte informații
Valencia este un centru universitar important. Universitatea din Valencia a fost întemeiată în anul 1245. Actualmente are și o universitate tehnică importantă, Universitatea Politehnică din Valencia. La Valencia a fost construit unul dintre cele mai mari palate pentru congrese, unde au loc conferințe internaționale de cel mai înalt rang în cele mai diferite domenii. Tot la Valencia se află cel mai mare muzeu din lume al științelor și artelor, precum și cel mai mare oceanograf din lume, cu cea mai mare colecție de pești și animale marine. La Valencia există metro și aeroport internațional.

## Personalități născute aici
- Ibn Jubayr (1145 – 1217), geograf arab;
- Pedro al III-lea de Aragon⁠(d)  (c. 1239 – 1285), rege;
- Vincențiu Ferrer (1350 – 1419),  teolog, beatificat de Biserica Catolică;
- Ferdinand I de Napoli⁠(d) (1424 – 1494), monarh al Regatului de Neapole;
- Juan Luis Vives⁠(d) (1493 – 1540), savant renascentist;
- Guillén de Castro ( 1569 - 1631), dramaturg;
- Antonio José Cavanilles⁠(d) (1745 – 1804), botanist;
- Vicente Martín y Soler⁠(d) (1754 – 1806), compozitor;
- José Martí y Monsó (1840 - 1912), pictor;
- Miguel Navarro Cañizares (1840 - 1913), pictor;
- Joaquín Sorolla (1863 - 1923), pictor;
- Vicente Blasco Ibañez (1867 - 1928), critic de film;
- José Iturbi (1895 - 1980), pianist;
- Concha Piquer⁠(d) (1906 - 1990), actriță, cântăreață;
- Luis Garcia Berlanga (1921 - 2010), cineast;
- Paco Ibáñez (n. 1934), muzician;
- Juan José Millás⁠(d) (n. 1946), scriitor;
- Javier Mariscal⁠(d) (n. 1950), designer;
- Santiago Calatrava (n. 1951), arhitect;
- Voro⁠(d) (cunoscut ca Voro, n. 1963), antrenor de fotbal;
- Lucía Etxebarría (n. 1966), scriitoare;
- José Francisco Molina⁠(d) (n. 1970), antrenor de fotbal;
- Francisco Javier Vicente Navarro⁠(d) (n. 1974), fotbalist;
- Juan Francisco García⁠(d) (n. 1976), fotbalist;
- Bebe⁠(d) (cunoscută ca Bebe, n. 1978), cântăreață;
- Silvia Navarro (n. 1979), handbalistă;
- Vicente Rodríguez⁠(d) (n. 1981), fotbalist;
- Anabel Medina Garrigues (n. 1982), jucătoare de tenis;
- Raúl Albiol (n. 1985), fotbalist;
- Roberto Soldado (n. 1985), fotbalist;
- José Enrique (n. 1986), fotbalist;
- Víctor Claver⁠(d) (n. 1988), fotbalist;
- Bernabé Zapata Miralles (n. 1997), tenismen;
- Carlos Soler⁠(d) (n. 1997), fotbalist.

## Vezi și
- Locuri din patrimoniul mondial

## Legături externe
- Valencia – Incredibilul Oras al Artelor si Stiintelor (FOTO), 7 noiembrie 2010, Descoperă - Travel
- Formula unu de Valencia, 10 octombrie 2008, Marc Ulieriu, Descoperă
- Legături aeriene directe cu Valencia (eng)